# Wekweètì Airport
Wekweètì Airport (engelska: Snare Lake Airport) är en flygplats i Kanada.   Den ligger i territoriet Northwest Territories, i den centrala delen av landet, 3 100 km nordväst om huvudstaden Ottawa. Wekweètì Airport ligger 415 meter över havet. Den ligger vid sjön Snare Lake.
Terrängen runt Wekweètì Airport är huvudsakligen platt. Wekweètì Airport ligger uppe på en höjd. Trakten runt Wekweètì Airport är nära nog obefolkad, med mindre än två invånare per kvadratkilometer.. Närmaste större samhälle är Wekweètì, 5,0 km väster om Wekweètì Airport.